# Gewände

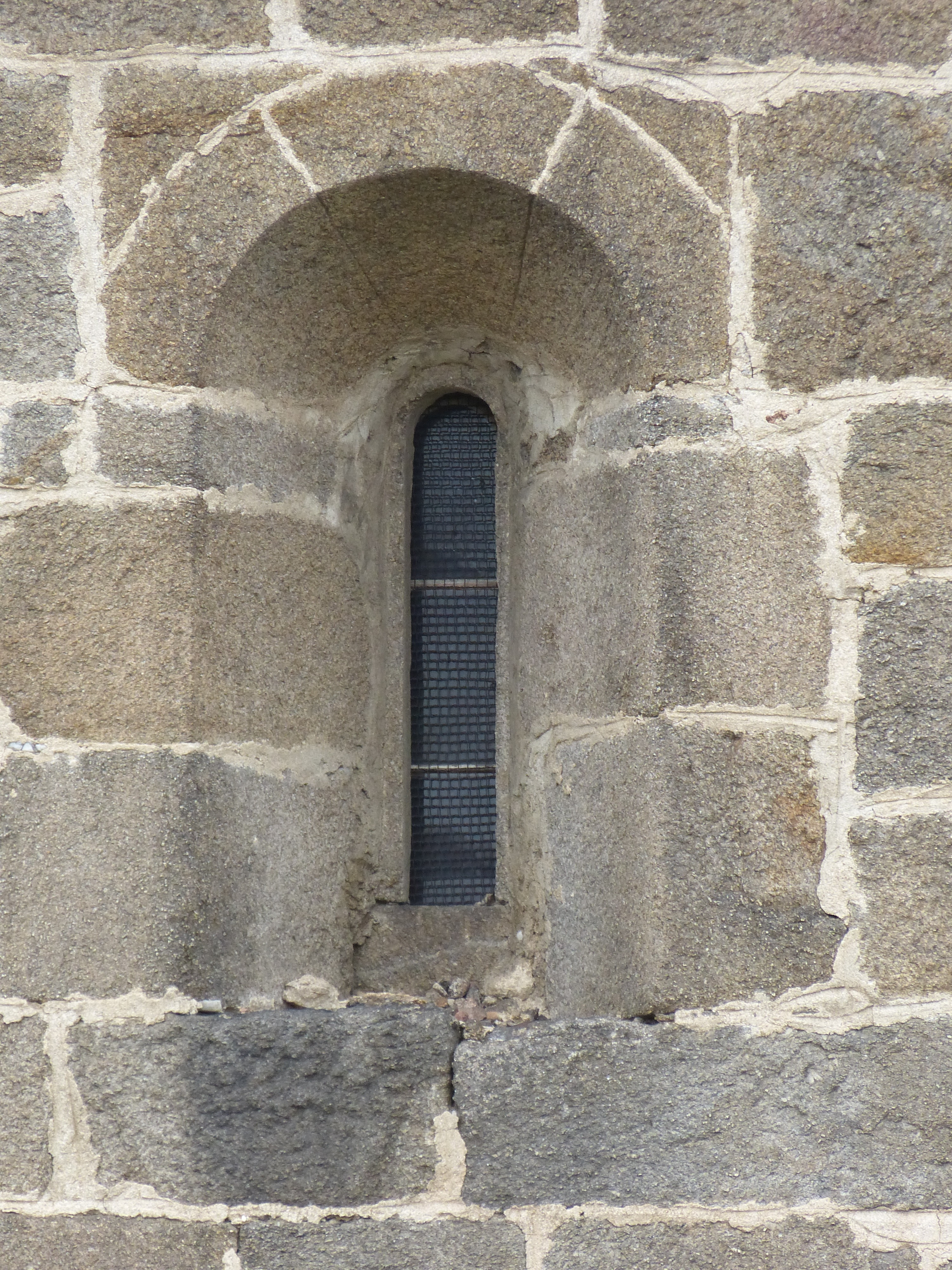
Romanisches Fenster mit Gewände (St. Peter und Paul, Altweitra)

Das Gewände oder die Ausschrägung ist im Bauwesen die schräg in eine Wand oder Mauer geschnittene, seitliche Begrenzung eines Fensters, eines Portals oder einer Schießscharte, begrifflich im Unterschied zur senkrecht in die Wand geschnittenen Laibung.

## Begriff und Funktionen
Der Begriff Gewände leitet sich vom Wort Wand ab und meinte allgemein den Teil der Wand, der eine Öffnung umschließt, und zwar offenbar ursprünglich noch ohne Unterscheidung, ob die Öffnung schräg oder gerade in die Wand eingeschnitten ist.
Entsprechend den unterschiedlichen Arten der Fassadenöffnungen erfüllen abgeschrägte Gewände verschiedene Funktionen, ganz abgesehen davon, dass sie allgemein die Maueröffnung in ihrer Tiefe gestalterisch betonen: 
- Fenstergewände mit Abschrägungen nach außen verbessern den Lichteinfall ins Gebäude;
- Schießscharten als Mauerspalte mit Abschrägungen nach innen verhindern feindliche Einsehbarkeit und dienen dem besseren Schutz gegen Feinde;
- Portalgewände sind oft eigentlich mehrfach gestuft (Stufengewände) und ermöglichen dadurch die repräsentative Einstellung von Säulen und Skulpturen (Gewändefiguren).

## Portalgewände mit Gewändefiguren

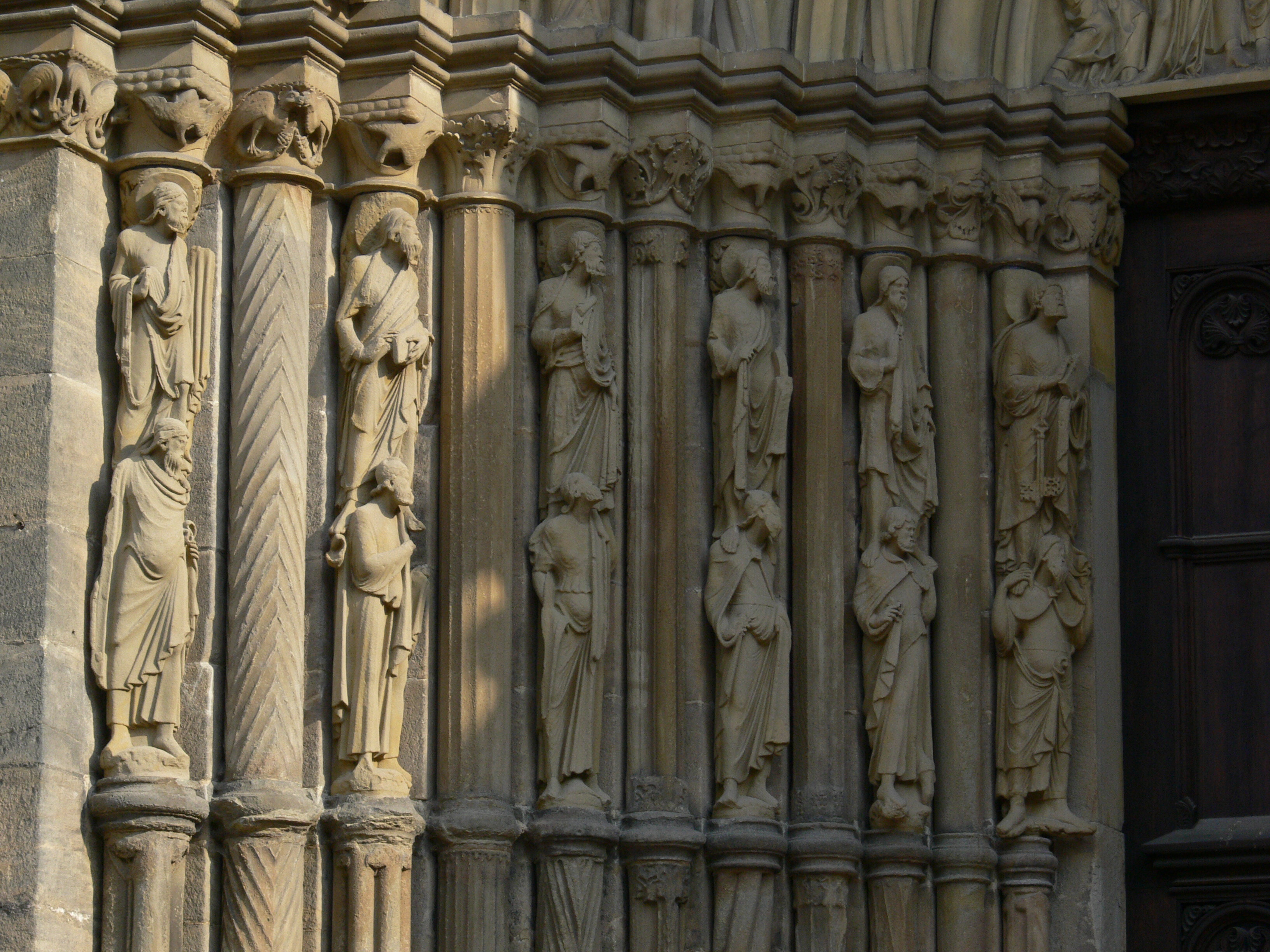
Gewände am Fürstenportal des Bamberger Doms (ca. 1225)

Die ersten fest mit der tragenden Struktur verbundenen, daher Säulenstatuen genannten Gewändefiguren wurden vor 1140 für die frühgotische Westfassade der ehemaligen Abteikirche von Saint-Denis (Seine-Saint-Denis) geschaffen. Sie gingen im 18. Jahrhundert verloren. Ähnliche Gewändefiguren finden sich in den Westportalen (1145/55) der Kathedrale von Chartres. Ab dem 13. Jahrhundert wurde das Gewände, insbesondere von Kirchenportalen, zunehmend betont, während die Säulenstatuen sich zu eigenständigen, frei vor dem Gewände stehenden Rundfiguren entwickelten.

## Ästhetische Kritik der Türgewände
Johann Georg Sulzer kritisierte 1774 in seiner „Theorie der schönen Künste“ die Anwendung von Gewänden an Türen so: „In Berlin ist der schlechte Geschmak aufgekommen, die Gewände und den Bogen der Hausthüren perspektivisch zu machen, welches ganz ungereimt ist. Denn andrer Gründe zu geschweigen, so macht diese seltsame Veranstaltung entweder, daß die Oefnung der Thüre zu klein, und so gar kleiner als die Oefnung der Fenster wird, oder, wenn die Oefnung ihre rechte Größe hat, so wird der äußere Umriß der Bekleidung zu groß.“

## Nationale Besonderheit
Auch wenn der Figurenschmuck immer frontal zum Besucher angebracht ist, werden die häufig tiefenräumlich und figürlich gestalteten Portaleinfassungen indischer Tempel ebenfalls manchmal als ‚Gewände‘ bezeichnet.

## Galerie

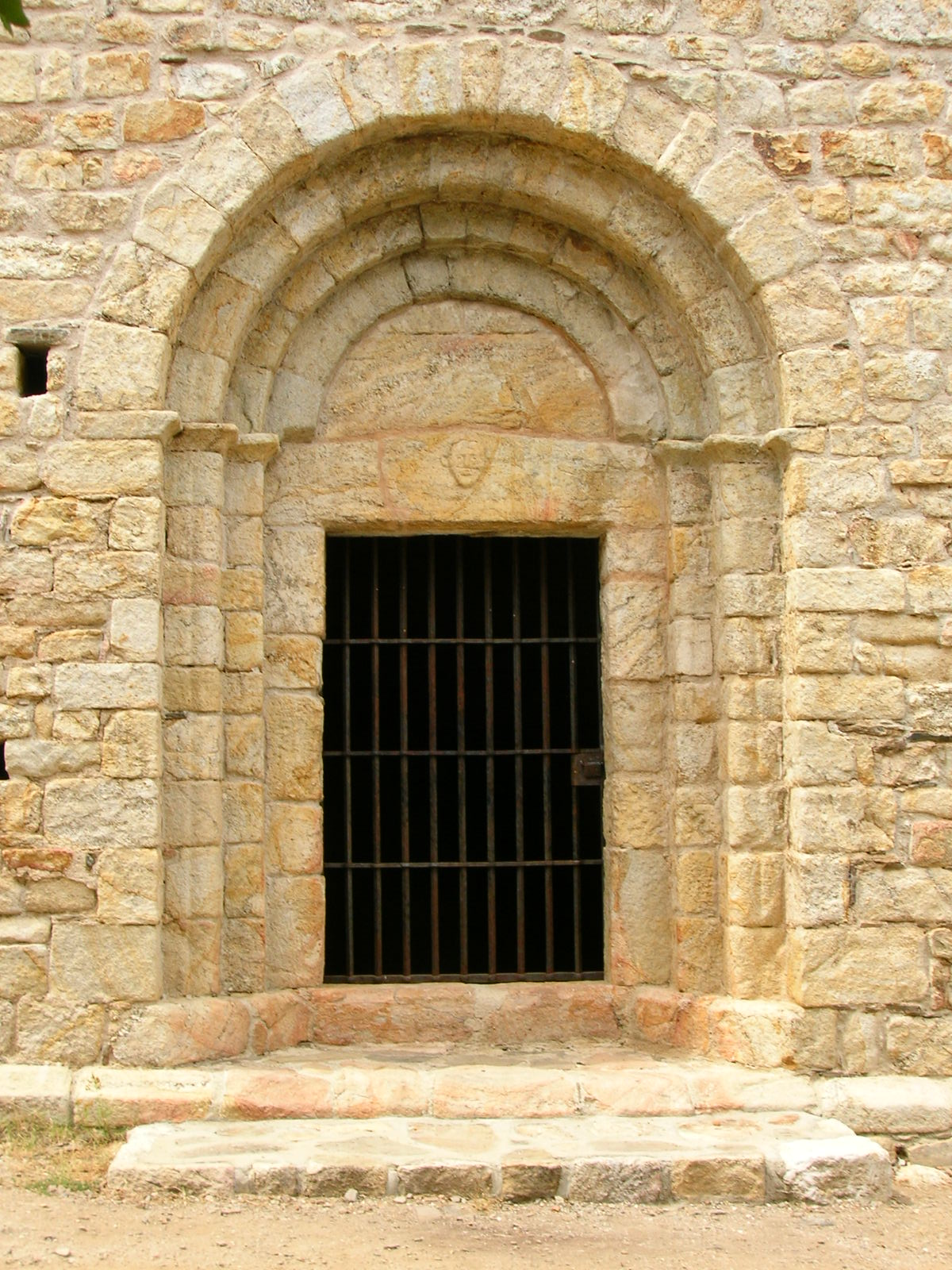
Säulen- und figurenloses Stufengewände der Kirche St-Laurent-du-Mont bei Argelès-sur-Mer (Mitte 12. Jh.)
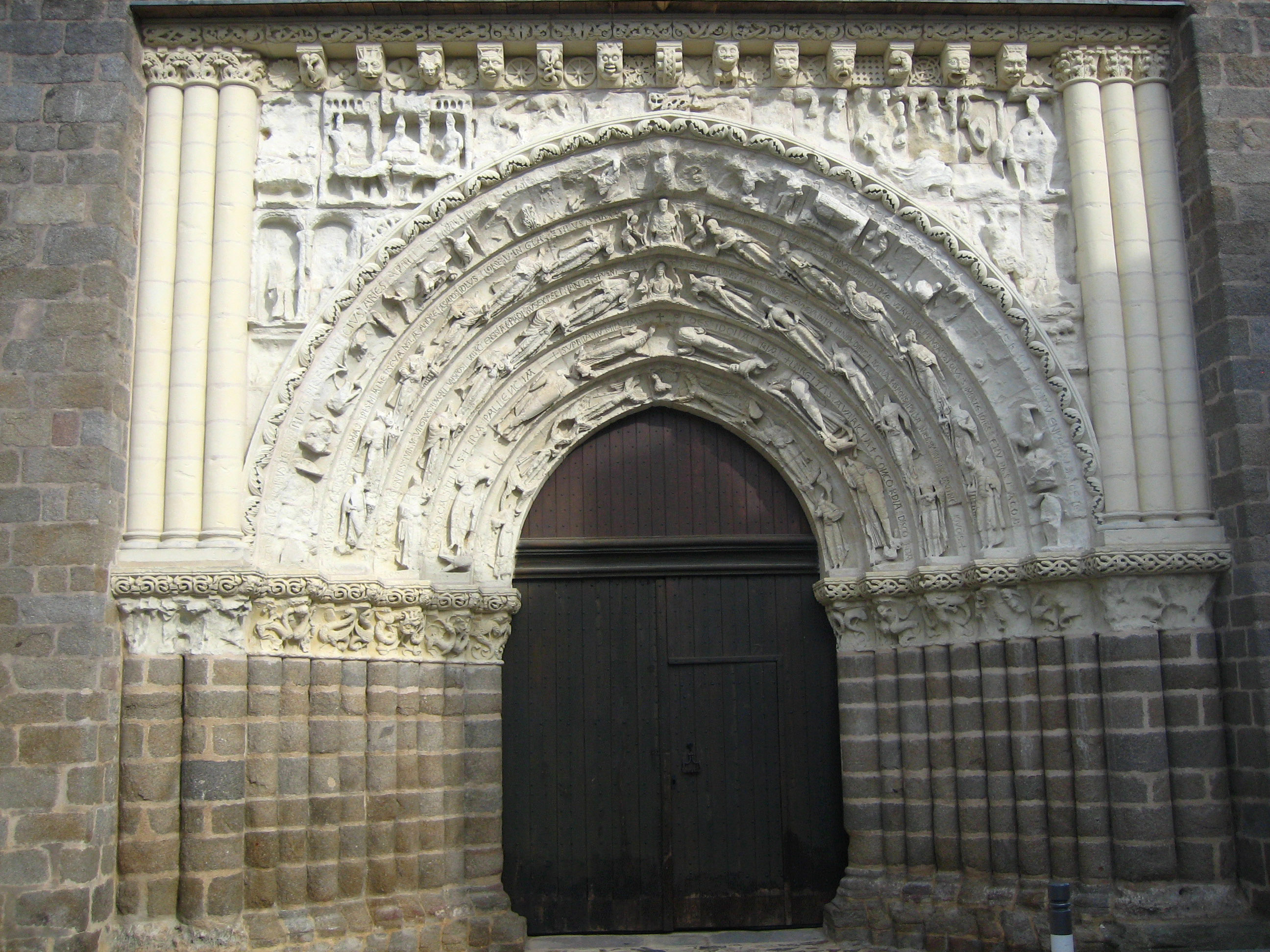
Portalgewände der Kirche St-Gilles in Argenton-les-Vallées (Ende 12. Jh.)
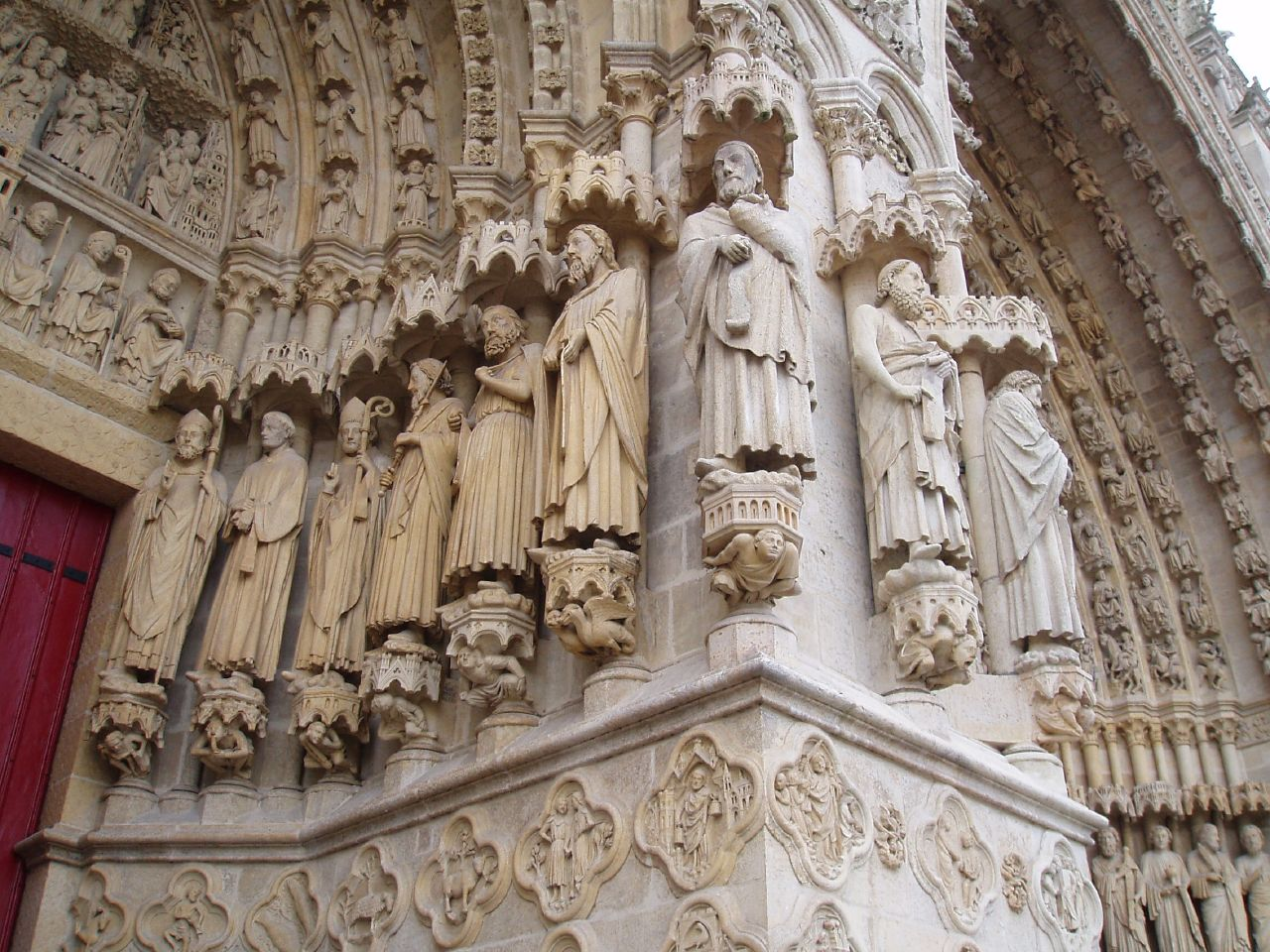
Gewändefiguren (13. Jh.) am Sankt-Firminus-Portal der Kathedrale von Amiens (nördliches Portal der Westfassade)
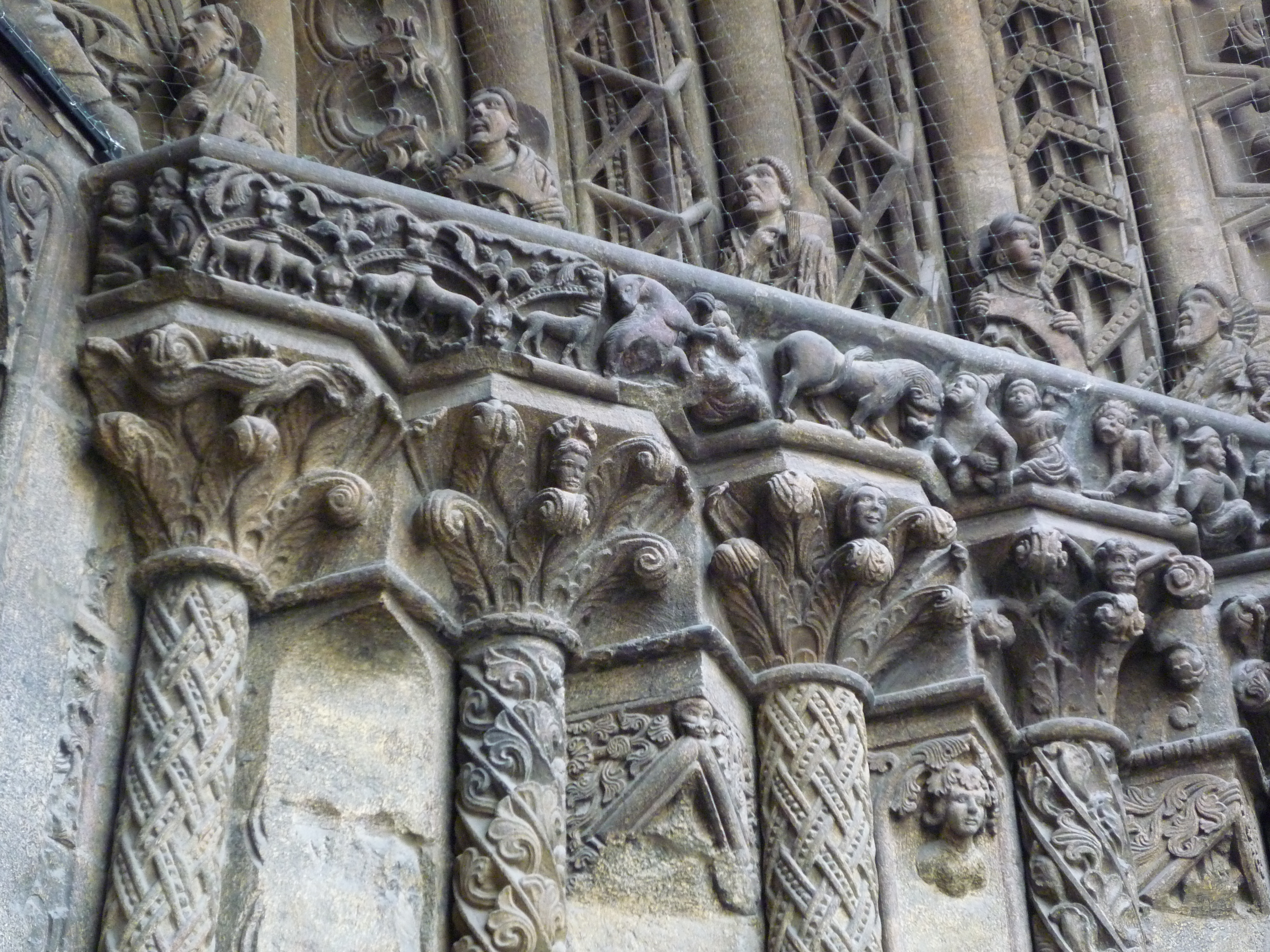
Spätromanisches Riesentor des Wiener Stephansdoms (13. Jh.)
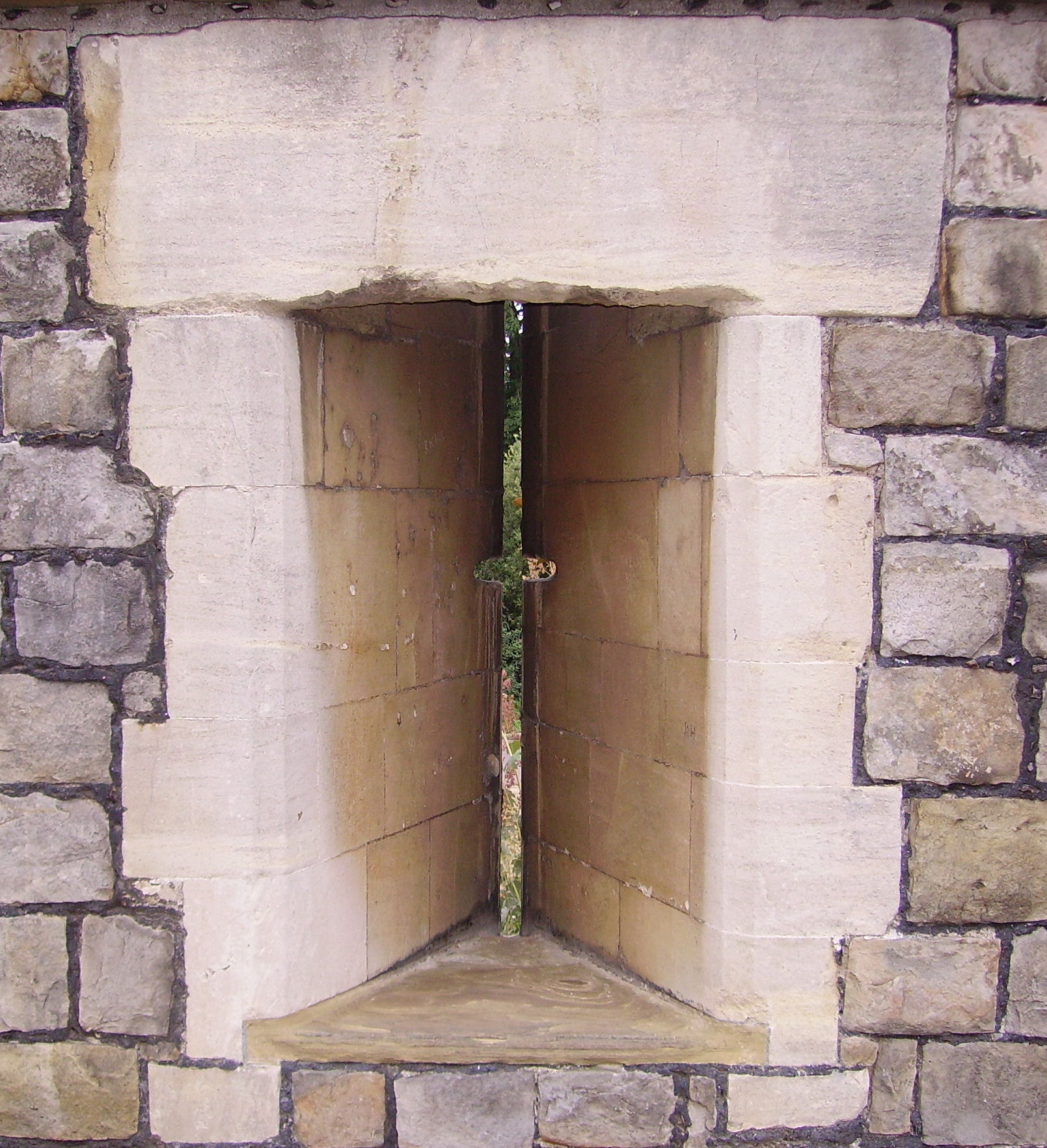
Gewände einer Schießscharte, Innenansicht (Windsor Castle)
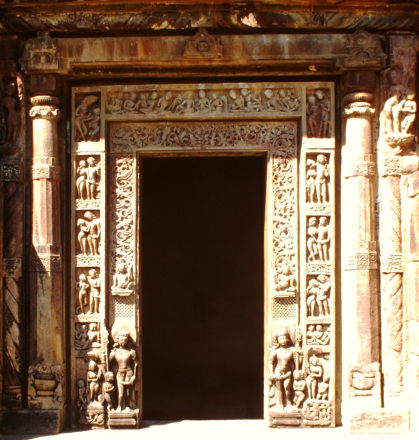
Portalgewände am Parvati-Tempel in Nachna, Indien (5./6. Jh.)
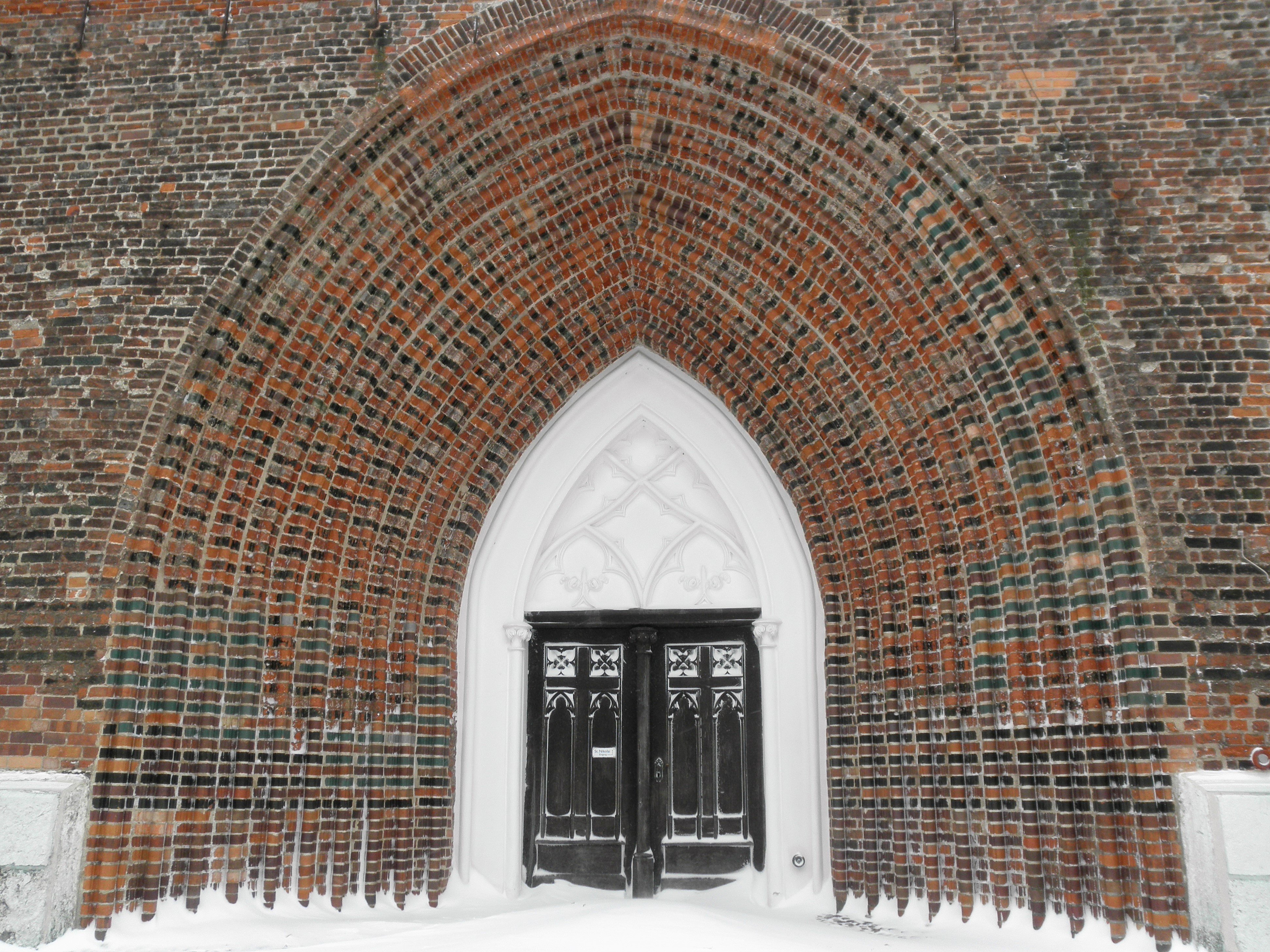
Schmuckloses Stufengewände des St. Nikolai Doms in Greifswald